# Stazione di Ancona Torrette
Stazione di Ancona Torrette vasútállomás Olaszországban, Marche régióban, Ancona település Torrette frazionéjában.

## Vasútvonalak
Az állomást az alábbi vasútvonalak érintik:
- Ancona–Orte -vasútvonal
- Bologna–Ancona-vasútvonal

## Kapcsolódó állomások
A vasútállomáshoz az alábbi állomások vannak a legközelebb: 
- Stazione di Palombina
- Stazione di Ancona